# Герб Ідальго
Герб штату Ідальго — герб мексиканського штату, який спроєктував Дієго Рівера та розробив Хосе Васконселос. Герб був визнаний офіційним указом від 22 грудня 1979 року, опублікованим в офіційній газеті штату Ідальго 24 січня 1980 року.

## Історія
Хосе Васконселос, перший секретар народної освіти, запросив Дієго Ріверу створити різні фрески в центральній будівлі Міністерства освіти. 1923 року Рівера почав прикрашати будівлю, закінчивши його 1928 року. Ці твори відображали уявлення того часу, побут і звичаї мексиканського народу. Фреска зображена на стінах головного дворика та патіо будівлі Хуареса. На першому поверсі або другому рівні, внутрішнього дворика Хуареса, розташовані зображення гербів штатів Мексики. Цей образ тривалий час використовувався на різних офіційних заходах і церемоніях уряду штату Ідальго.
14 грудня 1979 року декретом L Законодавчого органу Конгресу Ідальго було офіційно визнано під час правління губернатора Ідальго Хорхе Рохо Луго. Указ був опублікований в офіційній газеті штату Ідальго (POEH) 24 січня 1980 року. 3 червня 2011 року було видано Указ з метою друку та розповсюдження герба Ідальго, опублікованого в POEH 13 червня 2011 року. У штаті Ідальго відсутній закон, який регулює використання герба Ідальго. 15 січня 2014 року була представлена ініціатива щодо створення закону, який регулює використання герба. У 2017 році планувалося створити Закон про гімн, щит і прапор штату Ідальго.

## Елементи герба

#### Верхнє поле
Зелена гора у центрі символізує гірський масив Ідальго, а також його шахти. З правого боку на дерев'яному брусі бронзовий дзвін, що символізує Дзвін Скорботи. Ліворуч фрігійський ковпак, прикрашений трьома лавровими гілками, які є символами свободи та перемоги, здобутої після проголошення незалежності Мексики 1821 року.

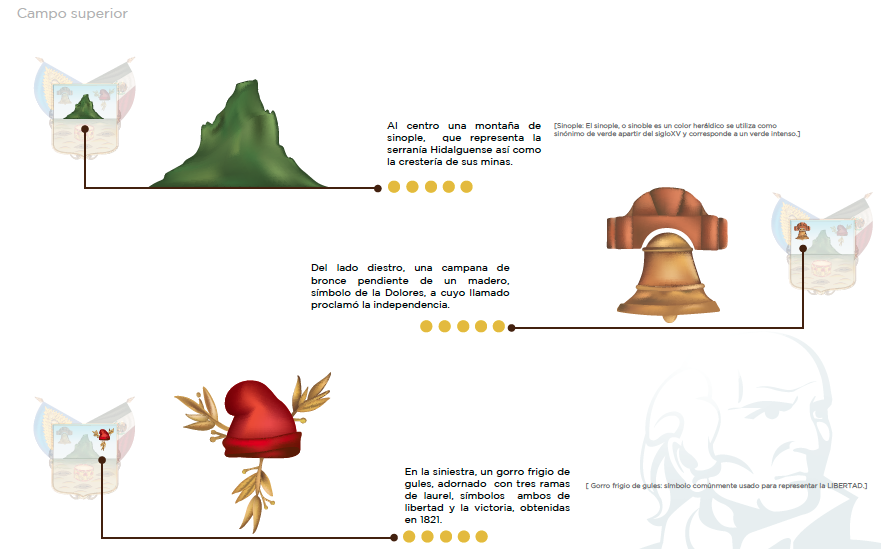
Верхнє поле щита Ідальго

#### Нижнє поле
У центрі знаходиться військовий барабан, символ трьох великих соціальних рухів Мексики: Незалежності, Реформ та Революції. Праворуч, у центрі та ліворуч три отвори в полі, які символізують копальні, які символізують видобуток, основну економічну діяльність Ідальго.

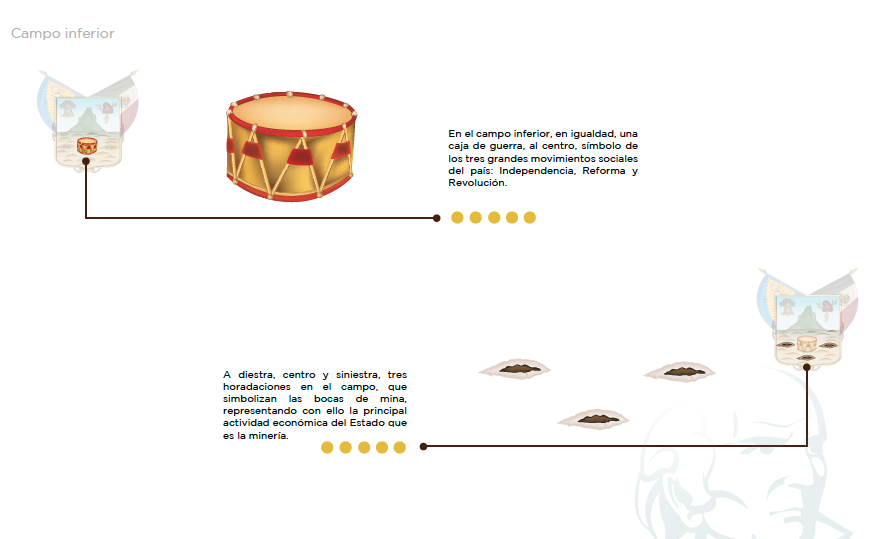
Нижнє поле щита Ідальго

#### Елементи екстер'єру
З правого боку синій прапор, який містить у центрі золоте зображення Діви Гваделупської, що символізує штандарт Ідальго. Це зображення використовував Мігель Ідальго, щоб почати рух за незалежність Мексики 1810 року. Зліва прапор Мексики з його офіційними кольорами та символами.

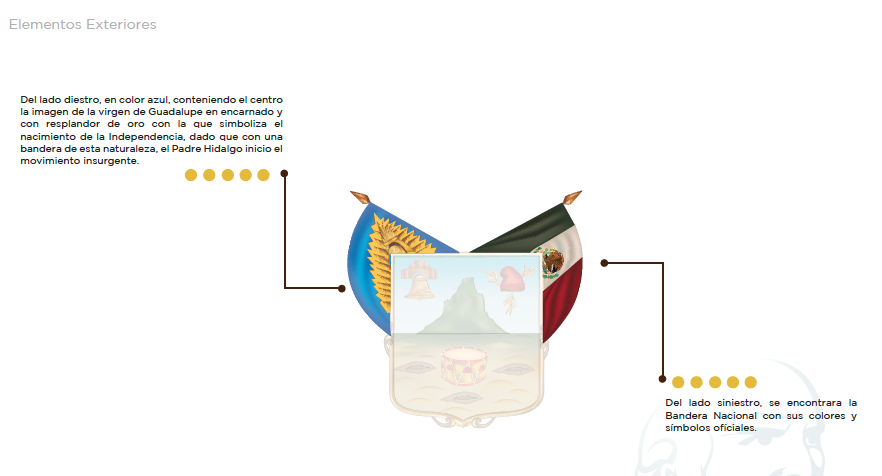
Прикраси щита Ідальго

#### Нижній текст
Текст під щитом є офіційною назвою спільноти: Вільна та Суверенна держава Ідальго. Літери мають належати до сімейства шрифтів: Helvetica, тип: жирний і колір: Pantone 425 c.

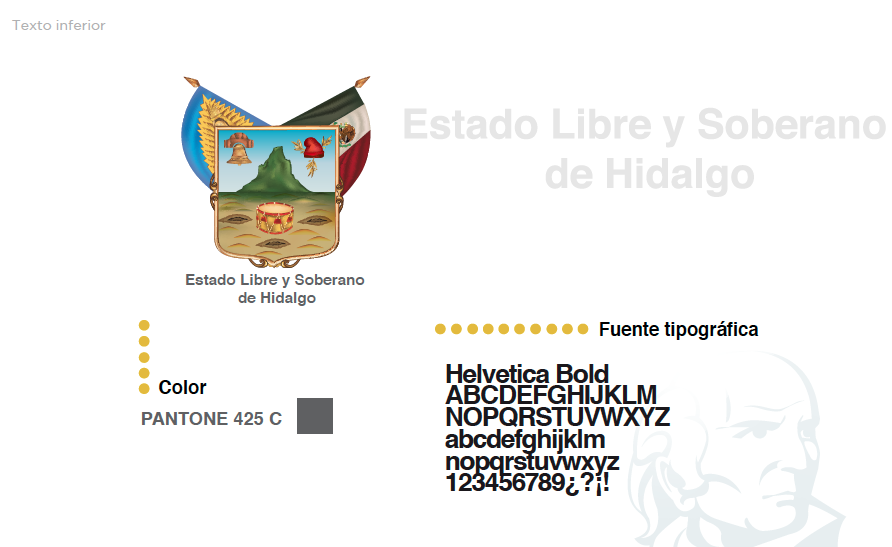
Нижнє поле щита Ідальго.

## Неправильна версія

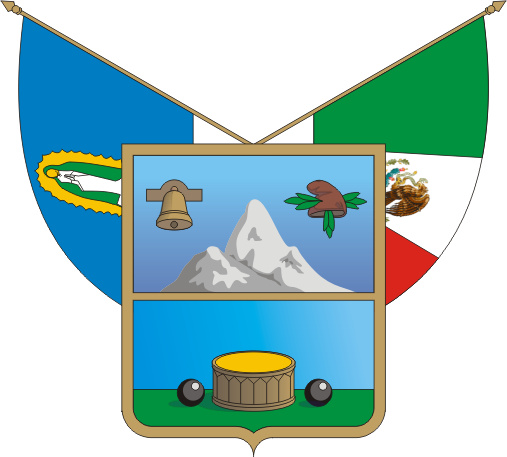
Неправильна версія щита штату Ідальго

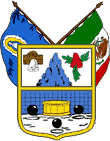
Неправильна версія щита штату Ідальго

Існує ряд відтворень і помилкових тлумачень щита. Перший і головний з них — це зображення з двома гарматними ядрами замість трьох отворів. Друга подібна помилка: є три гарматних ядра. Помилка була відтворена в документах різних державних і муніципальних установ, текстах, підготовлених урядом штату, і навіть деякий час в номерних знаках державних автомобілів.